# Bärlobelia
Bärlobelia (Lobelia angulata) är en klockväxtart som beskrevs av Johann Georg Adam Forster. Enligt Catalogue of Life ingår Bärlobelia i släktet lobelior och familjen klockväxter, men enligt Dyntaxa är tillhörigheten istället släktet lobelior och familjen klockväxter. Arten har ej påträffats i Sverige. Inga underarter finns listade i Catalogue of Life.

## Bildgalleri

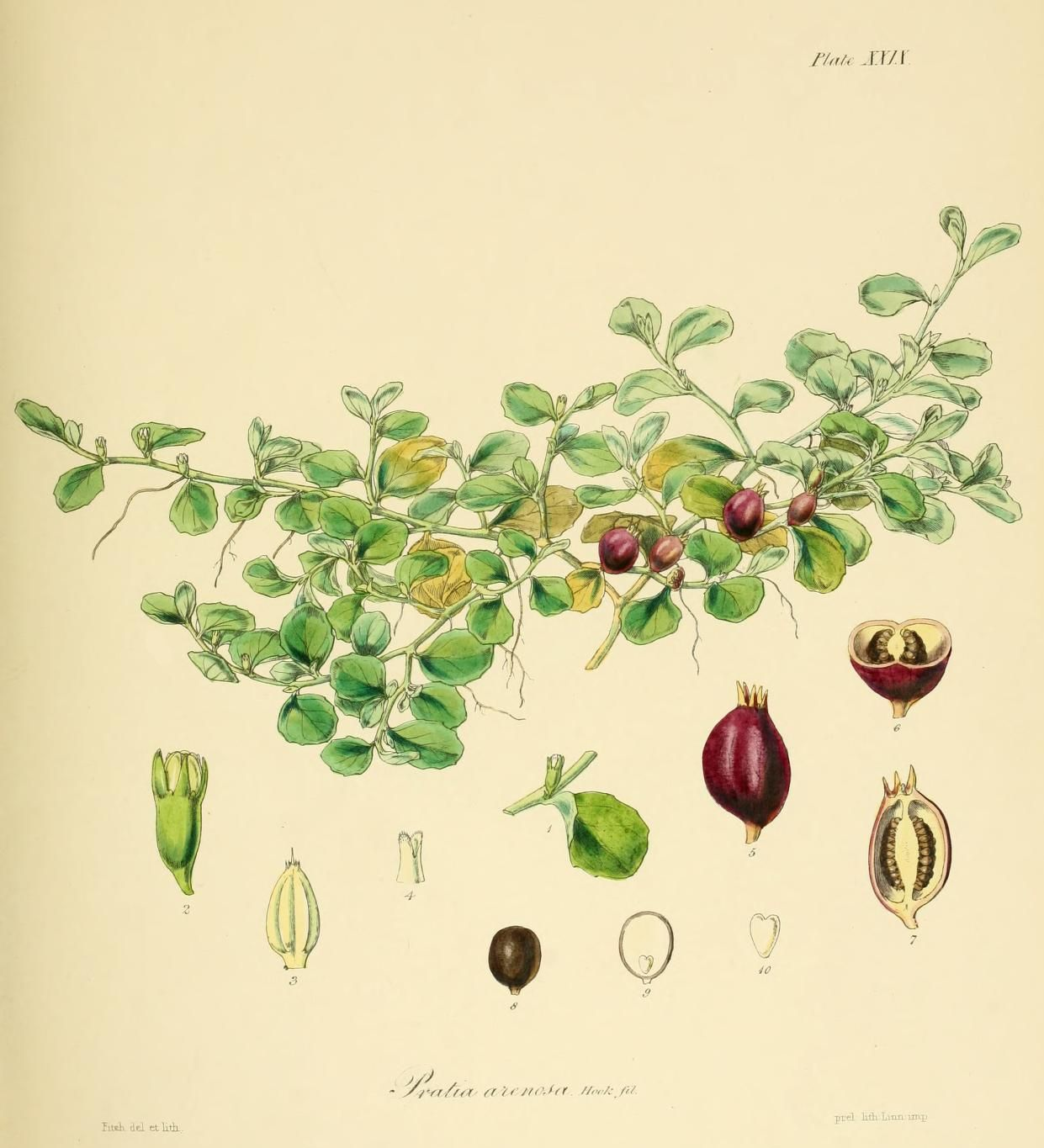
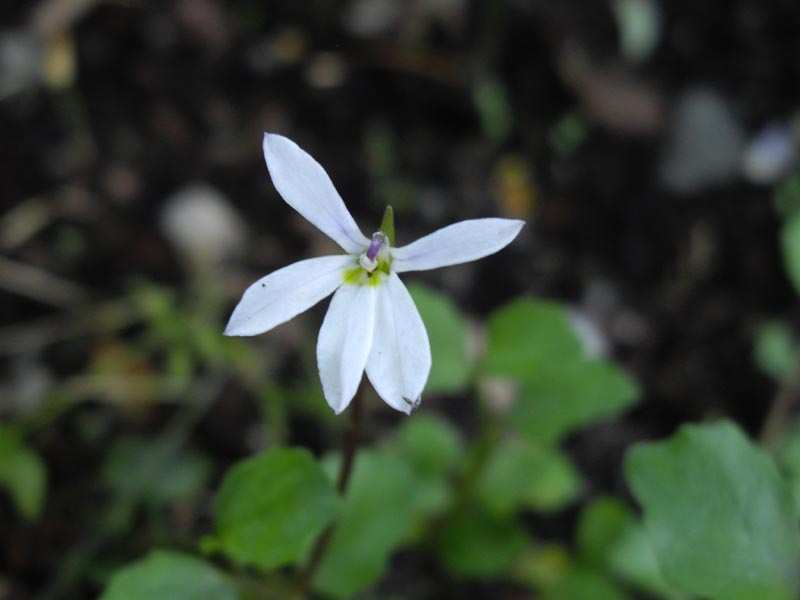